# 17 (álbum)
17 é o álbum de estreia do rapper e cantor norte-americano XXXTentacion, lançado em 25 de Agosto de 2017 pela gravadora EMPIRE Distribution. O álbum possui 11 faixas. Fazendo muito sucesso com a música Jocelyn Flores

## Faixas
| 17             |                                                |                            |                                               |         |  |
| N.º            | Título                                         | Compositor(es)             | Produtor(es)                                  | Duração |  |
| 1.             | "The Explanation"                              | Jahseh Onfroy              | XXXTentacion                                  | 0:51    |  |
| 2.             | "Jocelyn Flores"                               | Onfroy JB                  | Potsu                                         | 1:59    |  |
| 3.             | "Depression & Obsession"                       | Onfroy JB                  | XXXTentacion                                  | 2:25    |  |
| 4.             | "Everybody Dies in Their Nightmares"           | Onfroy JB                  | Potsu                                         | 1:35    |  |
| 5.             | "Revenge"                                      | Onfroy JB                  | XXXTentacion                                  | 2:00    |  |
| 6.             | "Save Me"                                      | Onfroy JB                  | Natra Average                                 | 2:43    |  |
| 7.             | "Dead Inside (Interlude)"                      | Onfroy                     | Natra Average XXXTentacion                    | 1:27    |  |
| 8.             | "Fuck Love" (com participação de Trippie Redd) | Onfroy JB Michael White IV | Nick Mira Taz Taylor Dex Duncan               | 2:27    |  |
| 9.             | "Carry On"                                     | Onfroy                     | Potsu                                         | 2:10    |  |
| 10.            | "Orlando"                                      | Onfroy                     | XXXtentacion                                  | 2:44    |  |
| 11.            | "Ayala (Outro)"                                | Onfroy JB                  | XXXTentacion John Cunningham Tobias Jesso Jr. | 1:40    |  |
| Duração total: | Duração total:                                 | Duração total:             | Duração total:                                | 22:01   |  |

## Pessoal
- XXXTentacion – vocais, produção, composição
- Genius Turkey – vocais
- Translations – vocais
- Shiloh Dynasty – vocais de apoio, composição
- Trippie Redd – vocais, composição
- John Cunningham – produção
- Natra Avarage – produção, piano
- Nick Mira – produção
- Potsu – produção
- Taz Taylor – produção
- Tobias Jesso, Jr – produção, piano
- Koen Heldens – engenharia de mixagem
- Jon FX – engenharia de mixagem

## Desempenho nas tabelas musicais
| Paradas (2017–18)                         | Melhor posição |
| ----------------------------------------- | -------------- |
| Austrália (ARIA)                          | 29             |
| Áustria (Ö3 Austria Top 40)               | 21             |
| Bélgica (Ultratop Valônia)                | 16             |
| Bélgica (Ultratop Flandres)               | 9              |
| Canadá (Billboard)                        | 2              |
| Dinamarca (Hitlisten)                     | 2              |
| Estados Unidos (Billboard 200)            | 2              |
| Estados Unidos (Top Album Sales)          | 6              |
| Estados Unidos (Top R&B Albums)           | 1              |
| Estados Unidos (Billboard R&B/Hip-Hop)    | 2              |
| Finlândia (Suomen virallinen lista)       | 4              |
| França (SNEP)                             | 33             |
| Irlanda (IRMA)                            | 9              |
| Itália (FIMI)                             | 3              |
| Noruega (VG-lista)                        | 1              |
| Nova Zelândia (RMNZ)                      | 2              |
| Países Baixos (Dutch Charts)              | 4              |
| Reino Unido (Official Albums Chart)       | 12             |
| Reino Unido (UK Independent Albums Chart) | 12             |
| Reino Unido (UK R&B Albums Chart)         | 4              |
| República Tcheca (ČNS IFPI)               | 13             |
| Suécia (Sverigetopplistan)                | 2              |
| Suíça (Schweizer Hitparade)               | 26             |